# Borís Xúkhov
Borís Khabalovitx Xúkhov (en rus: Борис Хабалович Шухов; Kodyma, Odessa, Ucraïna, 8 de maig de 1947) va ser un ciclista soviètic d'origen ucraïnès que formant part de l'equip soviètic va guanyar diverses medalles en Jocs Olímpics i Campionat del Món. El 1968 acabà novè en la contrarellotge per equips, mentre el 1972 guanyà la medalla d'or en aquesta mateixa prova. Als Campionats del Món guanyà l'or el 1970 i la plata el 1973, sempre en la mateixa prova. Individualment destaca la victòria a la Ruban Granitier Breton de 1973.

## Palmarès
- 1970
  -  Campió del món dels 100 km contrarellotge per equips en ruta, amb Valeri Iardi, Valeri Likhatxov i Vladímir Sokolov
- 1972
  -  Medalla d'or dels 100 km contrarellotge per equips en ruta als Jocs Olímpics de Múnic, amb Valeri Iardi, Valeri Likhatxov i Guennadi Kómnatov
- 1973
  - 1r a la Ruban Granitier Breton
  - 1r a la Volta a Iugoslàvia
  - 1r al Memorial Coronel Skopenko